# Essonne (departma)
Essonne (oznaka 91) je francoski departma, imenovan po reki Essonne, ki teče skozenj. Nahaja se v regiji Île-de-France.

## Zgodovina
Departma je bil ustanovljen 1. januarja 1968 iz južnega dela nekdanjega departmaja Seine-et-Oise.
Z odlokom sta se 21. novembra 1969 iz departmaja izločili komuni Châteaufort in Toussus-le-Noble ter se pridružili departmaju Yvelines.

## Geografija
Essonne leži v južnem delu regije Île-de-France. Na zahodu meji na departma Yvelines, na severu na Hauts-de-Seine in Val-de-Marne, na vzhodu na Seine-et-Marne, na jugu pa na departmaja regije Center Loiret in Eure-et-Loir.
Sever departmaja pripada pariškemu predmestju, medtem ko je jug ohranil podeželski značaj.